# Napoletani a Milano
Pour plus de détails, voir Fiche technique et Distribution.
Napoletani a Milano est un film italien réalisé et interprété par Eduardo De Filippo, sorti en 1953.

## Fiche technique
- Titre : Napoletani a Milano
- Réalisation : Eduardo De Filippo
- Scénario : Agenore Incrocci, Furio Scarpelli, Eduardo De Filippo
- Photographie : Leonida Barboni
- Montage : Franco Fraticelli
- Musique : Renzo Rossellini
- Son :
- Scénographie : Piero Filippone
- Producteur :
- Société de production : Virtus Film, Produzioni Volontieri
- Pays d'origine :  Italie
- Langage : Italien
- Format : Noir et blanc — 35 mm — 1,37:1 — Son : Mono
- Genre : Comédie dramatique
- Durée : 98 minutes (1 h 38)
- Dates de sortie : 
  -  Italie : 6 septembre 1953

## Distribution
- Eduardo De Filippo : Salvatore Aianello
- Anna Maria Ferrero : Nannina
- Tina Castigliano : Irene
- Frank Latimore : Enrico
- Baldassarre Caruso : Antonio Capasso
- Laura Gore : Rosetta
- Vittorio Sanipoli : Giovanni
- Francesco Penza : Tommaso
- Giovanni Riccardi (it) : Antonio
- Irma Capece Minutolo (it) : Wilma
- Giuseppe Pica : L'avocat Nocera
- Rosario Borelli (it) : Sivieri
- Eugenio Maggi : il federale Esposito
- Pasquale Martino :
- Alessandro Tedeschi : membre du Conseil
- Nino Vingelli
- Michele Malaspina (it)
- Luigi Russo : Vincenzino
- Franca Gandolfi (non créditée)